# پی زد ال.۱۶
پی زد ال. ۱۶ (به انگلیسی: PZL.16) یک هواگرد از نوع مسافربری ساخت شرکت  پی.زد.ال  است. هواگرد پی زد ال. ۱۶ نخستین پروازش را در ۱۹۳۲ میلادی انجام داد. در مجموع، تعداد 1 فروند از این هواگرد ساخته شده‌است.